# Joan Aymamí Viadé
Joan Aymamí Viadé   (Sabadell, 29 d'abril de 1950 - 24 de gener de 2022) fou un periodista especialitzat en els esports de motor i antic copilot de ral·lis català. Competí juntament amb Claudi Caba de 1974 a 1980. Col·laborà amb el Diari de Sabadell des de 1966 i a partir de 1982 ha estat corresponsal a Catalunya i redactor de ral·lis de la revista Auto-Hebdo. També fou col·laborador habitual del Mundo Deportivo. El 1987 retornà a les competicions, un altre cop amb Caba.